# Benny Spellman
Benny Spellman (Pensacola, Florida,11 december 1931 – 3 juni 2011) was een Amerikaanse R&B-zanger, vooral bekend van de single "Lipstick Traces (on a Cigarette)" uit 1962 met op de B-kant "Fortune Teller", beide composities van Allen Toussaint onder de naam Naomi Neville.
"Lipstick Traces" bereikte nummer 28 in de Amerikaanse Billboard R&B singles chart en nummer 80 in de Billboard Hot 100, terwijl "Fortune Teller" later door vele andere artiesten werd uitgevoerd, waaronder The Who en The Rolling Stones. Spellman maakte deel uit van  Huey "Piano" Smiths groep de Clowns en werkte samen met Toussaint, Earl King ("Trick Bag"), Wilson Pickett, The Neville Brothers en The O'Jays.
Spellman zong mee op Ernie K-Doe's nummer één hit, "Mother in Law". Hij nam in 1965 een single op, "Word Game", op Atlantic Records, maar stopte in de muziek om als PR-manager voor Miller Brewing Company te gaan werken.
In 1988 bracht Collectables Records een retrospectief album uit met 16 opnames van Spellman uit de jaren zestig. In 2009 werd hij opgenomen in de Louisiana Music Hall of Fame.
Spellman stierf in juni 2011, op 79-jarige leeftijd, aan ademhalingsproblemen.